# Oehlenschlægersgades Skole
Oehlenschlægersgades Skole er en folkeskole, der er beliggende på Oehlenschlægersgade på Vesterbro i København.
Skolen blev indviet i 1885 og er tegnet af den i samtiden indflydelsesrige arkitekt Andreas Clemmensen.

## Historie
Grunden blev købt for 69.877 kr., mens det kostede 178.000 kr. at opføre skolen. Oprindeligt var skolen en friskole med navnet Friskolen i Øhlenschlægersgade,, der havde op mod 1.000 elever fordelt på 35 kønsopdelte klasser.  Den adskilte sig fra Københavns andre skoler ved vestibulen, de indmurede stentrapper og garderober til børnenes overtøj ved hvert klasseværelse. Skolen blev i 1915 til en kommuneskole og havde i hvert fald i 1959 fælles skoledistrikt med Gasværksvejens Skole. Distriktet omfattede dengang store dele af Vesterbro.

### Krigsårene
Under 1. verdenskrig blev skolen anvendt til at indlogere husvilde, mens børnene måtte undervises i alternative lokaler rundt på Vesterbro. I kælderetagen minder en knagerække om, at Civilberedskabets rydningskolonne havde vagtstue der under 2. verdenskrig. Tyskerne beslaglagde Alsgade Skole 29. august 1943, hvilket betød, at flere klasser blev overflyttet til Oehlenschlægersgades Skole. Eleverne fik delt skoletid. Oehlenschlægersgades Skole blev kortvarigt beslaglagt fra 22. marts til 24. marts 1945, og måtte senere samme år evakueres. Fra 6. maj til 17. august samme år blev skolen benyttet af Brigaden og frihedskæmpere.
I årene efter krigen gik drenge og piger i samme klasser, men først i 1957 nedrev man skillevæggen på lærerværelset, så lærere og lærerinder nu også holdt pauser i lokale.

### Udvidelser
Skolen blev udvidet i 1970. Da boligkaréen Saxogade-Dannebrogsgade blev revet ned i 1973, fik skolen boldbaner på tomten foran Gethsemane Kirke. Området fik i folkemunde navnet "De røde baner" efter asfaltens farve.
Fra 2018 til 2021 gennemgik skolen en større renovering, ombygning og tilbygning, som blandt andet omfattede den del af skolen, der vender ud mod Litauens Plads. Her blev der opført en ny bygning i fem etager, der blandt andet rummer skolens SFO og en idrætshal. Projektet blev tegnet af Nøhr og Sigsgaard, KANT Arkitekter og Tegnestuen LOKAL. Under renoveringen havde skolen til huse i midlertidige barakker i Jernbanebyen.
Skoledistriktet er pr. 2024 meget mindre end det historisk har været. Det afgrænses mod nord af kommunegrænsen til Frederiksberg, Oehlenschlægersgade, Asger Rygs Gade, Ingerslevsgade, Dybbølsbro, Kalvebod Brygge, Bernstorffsgade, Tietgensgade, Kvægtorvsgade, Halmtorvet, Vesterbrogade og Bagerstræde. Fra 2011 og frem til 2024 har befolkningstallet i skoledistriktet været støt stigende med cirka to procent årligt.